# 中国电视体育联播平台
中国电视体育联播平台（China Sports Programs Network，CSPN）为中国的一家体育联播平台，由数家地方省级电视台的体育频道同步播出。最早由辽宁电视台、江苏电视台、山东电视台、湖北电视台和新疆电视台与神州天地影视传媒有限公司策划发起，神州天地体育传媒（北京）有限公司担任总运营商，外资Mediaset持有49%的股份。2007年10月1日试播，随后江西电视台、内蒙古电视台加入。2008年1月1日改版后正式开播。江苏电视台于2008年结束營業后退出。辽宁电视台也于2009年结束营业后退出。
CSPN开播后对2008年欧洲足球锦标赛全程转播，并邀请黄健翔全程担任嘉宾解说。CSPN在北京市大兴区星光影视园建立节目制作基地，實施“联合引进、联合制作、联合播出”，各成员台节目、广告同步播出。2008年5月，CSPN搬入全新办公大楼，占地4000余平方米，制作基地分为制作区与办公区。2009年10月，CSPN与搜狐结成十一运会战略合作伙伴。
2010年, 黄健翔在新浪微博中表示CSPN拖欠其税前一百多万元的薪水并正在讨薪
2010年，CSPN宣布转播2010/2011赛季西班牙足球甲级联赛，并由苏东、李元魁、冉雄飞、梁红叶和程征等人担任解说。